# Bourbon Street (Fernsehreihe)
Bourbon Street war eine Fernsehreihe zum Thema Jazz, die von 1975 bis 1979 vom Österreichischen Rundfunk (ORF) produziert und ausgestrahlt wurde. Gestaltet und präsentiert wurde sie vom österreichischen Radio- und Fernsehmoderator Walter Richard Langer, einem ausgewiesenen Jazzexperten. In einigen Folgen hatten namhafte Jazzmusiker Liveauftritte.

## Geschichte
Am 15. Mai 1975 ging Bourbon Street erstmals im Programm ORF FS2 auf Sendung. Der damals zuständige Programmintendant Gerhard Weis hatte den Radiomoderator und Fernsehsprecher Walter Richard Langer damit beauftragt, „ein V. I. I. fürs Fernsehen“ zu produzieren. Weis bezog sich dabei auf die Radio-Jazzsendung „Vokal-Instrumental-International“, die Langer seit 1967 im ORF-Radioprogramm Ö3 gestaltet und moderiert hatte und die auch von einigen deutschen Rundfunkanstalten ausgestrahlt wurde. Der Name Bourbon Street wurde von Langer als Hommage an die gleichnamige Straße im French Quarter in New Orleans ausgewählt, deren Musik-Clubs das Zentrum der frühen Jazzmusik bildeten. 
Als Titelmelodie diente A Drum Is a Woman, Part Two von und mit Duke Ellington. Einige frühe Folgen wurden im Wiener Theater Ronacher gedreht, das in dieser Zeit keinen regulären Spielbetrieb hatte und vom ORF als Studio genutzt wurde. Die meisten Ausgaben entstanden jedoch im Wiener ORF-Zentrum Küniglberg. Regie führte Erich Totzauer. Bis zum Ende der Reihe im Jahr 1979 wurden 35 Folgen ausgestrahlt. Die Sendezeit variierte zwischen 30 und 45 Minuten, Ausstrahlungstermin und -intervall wurden mehrmals verändert. Eine von Jazzfreunden gewünschte Wiederausstrahlung der Reihe kam aufgrund urheberrechtlicher Fragen nicht zustande. Ein Best Of Bourbon Street war jedoch Thema einer Gedenksendung zum zehnten Todestag Langers 2005 im Radioprogramm Ö1. Der ORF überlegt außerdem, Teile der eigenproduzierten Musik aus der Sendung auf CD zu veröffentlichen.

## Inhalt
Mit einer Rarität eröffnete Walter Richard Langer das Programm der ersten Sendung: Ella Fitzgerald sang im Duett mit Frank Sinatra und begleitet vom Nelson Riddle Orchestra The Song Is You, They Can’t Take That Away from Me und Stompin’ at the Savoy. Diese Aufnahmen sind nie auf Platte erschienen, sie stammten aus einer amerikanischen TV-Show. Grundsätzlich unterschied sich die Musikauswahl bei Bourbon Street zum Teil beträchtlich von jener des Radio-Pendants V.I.I., zumal man auf das Vorhandensein von Mitschnitten in Bild und Ton angewiesen war; in vielen Perioden der Jazzgeschichte keine Selbstverständlichkeit. Musikbeispiele aus Spielfilmen wie High Society Well Did You Evah mit Bing Crosby und Frank Sinatra oder aus Dokumentationen wie Jazz an einem Sommerabend Sweet Georgia Brown mit Anita O’Day wurden somit auch in Bourbon Street ausgestrahlt. Zudem wurde auf Konzertmitschnitte zurückgegriffen, etwa von den Berliner Jazztagen, vom Montreux Jazz Festival oder dem Newport Jazz Festival. Einige Mitschnitte hatte der ORF selbst produziert (z. B. Sarah Vaughan, Wiener Stadthalle 1973 oder Teddy Wilson, WIG-Halle 3, 1976; bei letzterem Konzert war Langer als Ansager vertreten).

## Live im Studio
In der dritten Folge von Bourbon Street am 6. Juli 1975 begrüßte Walter Richard Langer den ersten Studiogast der Sendung, den Trompeter Art Farmer. Er spielte im Duett mit dem Pianisten Fritz Pauer das Stück Yesterday's Thoughts (Benny Golson). Farmer war auch der letzte Studiogast der Sendung; in Folge 34 vom 15. September 1979 war er mit seinem Quintett zu Gast, in dem damals unter anderem Saxophonist Karl Drewo und wieder Fritz Pauer mitspielten. Pauer begleitete auch den Saxophonisten Hans Koller in Folge 10 (Naima von John Coltrane), außerdem war der Pianist gemeinsam mit Musikern wie Jimmy Woode oder Wayne Darling (beide Bass) Harry Pepl (Gitarre) und Erich Bachträgl (Schlagzeug) gleichsam Leiter der „Hausband“ von Bourbon Street, die – in wechselnder Besetzung – diverse Künstler begleitete, aber auch eigenständig Stücke einspielte (etwa Maiden Voyage von Herbie Hancock, Jimmy Woodes Eigenkomposition Don't Move oder den eigens für die Sendung komponierten Blues On Bourbon Street). 
Höhepunkte der Liveauftritte waren die Gastspiele von Barney Kessel, der am 2. Dezember 1978 gemeinsam mit seinem Trio zu sehen war, aber auch solo das Beatles-Stück Yesterday einspielte, und Albert Mangelsdorff, der am 22. Oktober 1977 ebenfalls solo (Do Your Own Thing) und mit Band auftrat. Neben weiteren internationalen Gästen (Boško Petrović Convention, Donna Hightower, Sammy Vomáčka, Fito & Zulu, Frédéric Rabold Crew feat. Lauren Newton, Frank Mantooth, Miriam Klein) lud Langer auch Interpreten der österreichischen Jazzszene ins Bourbon-Street-Studio: Hans Salomon, Werner Pirchners Ensemble Austria 3, Marianne Mendt, Al Cook, Original Storyville Jazzband sowie die Teddy Ehrenreich Big Band. Mit letzterer war Langer am 26. November 1977 auch als Sänger zu sehen. Gemeinsam mit Ehrenreich intonierte er Lemon Drop (George Wallington).